# Studio Moderna
Studio Moderna - słoweńskie przedsiębiorstwo prowadzące sprzedaż wysyłkową, w tym również poprzez telezakupy, działające w 21 krajach Europy Środkowej i Wschodniej. 

## Studio Moderna Polska
Należąca do grupy Studio Moderna spółka Studio Moderna Polska Sp. z o.o. powstała w 1997 roku. 
Firma jest obecna na polskim rynku pod markami Top Shop, Dormeo, Delimano, Gymbit, Kosmodisk (do 2015 roku), Walkmaxx, Wellneo, Rovus, Mango (do 2023 roku).
Filmy reklamowe Studia Moderna prezentowane są na kanale TVC oraz na testowym kanale (pasmo emitowane przez całą dobę) dostępnym na eksperymentalnych i lokalnych multipleksach grupy MWE. Filmy prezentują produkty firm: Delimano, Dormeo oraz Rovus.
Od samego początku do 2008 lektorem reklam był Jacek Sobieszczański, który został zastąpiony przez Artura Młyńskiego. Z kolei od połączenia się z TV Promotion Direct do dziś lektorem reklam jest Roch Siemianowski. 